# Rana macrocnemis
Rana macrocnemis es una especie de anfibio anuro de la familia Ranidae. Se encuentra en Armenia, Azerbaiyán, Georgia, Irán, Rusia y Turquía.